# Lista de áreas protegidas do Pará
Esta é uma lista das áreas protegidas no Estado do Pará, com um breve resumo de suas informações.
As áreas protegidas são territórios delimitados e geridos com o objetivo de conservar o seu património natural, que inclui elementos ecológicos, históricos, geológicos e culturais, reconhecidas como o principal instrumento de conservação in situ da natureza. Isto é, são espaços essenciais por conservarem a sociobiodiversidade, além de serem provedores de serviços ambientais e geradores de oportunidades de negócios.
O Estado do Pará possui 55% do território marcado como áreas protegidas. Estão, em parte, expostas às ameaças de desmatamento e à exploração madeireira, devido proteção efetiva ser incipiente e aplicação da lei de crimes ambientais ser lenta.

## De proteção integral
| Nome                                             | Criação | Área     | Hidrografia |
| ------------------------------------------------ | ------- | -------- | ----------- |
| ESTAÇÃO ECOLÓGICA DA TERRA DO MEIO               | 2005    | 33 732,7 | 133.7 (0%)  |
| ESTAÇÃO ECOLÓGICA DO JARI                        | 1982    | 2 311,5  | 9.2 (0%)    |
| PARQUE NACIONAL DA AMAZÔNIA                      | 1974    | 11 133,8 | 3.5 (0%)    |
| PARQUE NACIONAL DA SERRA DO PARDO                | 2005    | 4 454,8  | 2.8 (0%)    |
| PARQUE NACIONAL DO JAMANXIM                      | 2006    | 8 675,4  | 36.2 (0%)   |
| PARQUE NACIONAL DO RIO NOVO                      | 2006    | 5 386,1  | 0.0 (0%)    |
| RESERVA BIOLÓGICA DO RIO TROMBETAS               | 1979    | 4 082,1  | 281.3 (7%)  |
| RESERVA BIOLÓGICA DO TAPIRAPÉ                    | 1989    | 994,5    | 0.2 (0%)    |
| RESERVA BIOLÓGICA NASCENTES DA SERRA DO CACHIMBO | 2005    | 3 422,2  | 0.0 (0%)    |

## De uso sustentável
Em desenvolvimento... [parcial?]